# Sd.Kfz 251
251번 특수목적차량(독일어: Sd.Kfz. 251)은 제2차 세계 대전 중에 나치 독일의 하노마크사에서 설계하고 생산한 장갑 전투 차량이다. 연합군과 독일군 모두 그냥 제조사 이름을 따서 "하노마크"(독일어: Hanomag)라고 불렀다. 약 15,000대가 생산되었으며 2차대전 기간중 독일이 제일 많이 생산한 기갑차량이다.
초기형은 1939년 제1기갑사단에 장비되었다. 주 생산형은 크게 A에서 D까지 네 가지가 있었으며, 다시 세부적으로 22종류로 나눠진다. 최초 고안 목적은 적의 소화기 공격과 포격으로부터 보호하면서 보병 부대를 전장으로 수송할 수 있는 차량이었다. 그러나 개방된 천정은 탑승원이 여전히 공격, 특히 고폭탄과 포탄의 파편에 취약함을 의미했다.
초기 두 생산형은 소량만이 생산되었다. C형은 더 많은 수가 제작되었으나, 소총탄 보호를 위한 각진 금속판이 많이 쓰여 제작하기가 복잡했다. D형의 설계는 보다 단순하였으며 기울어진 뒷면으로 쉽게 식별된다.
야지에서도 활동할 수 있도록 설계되었으나, 앞바퀴에 동력이 없어서 약간의 제한이 있었다.
표준적인 인원수송형은 7.92 mm MG34 또는 MG42 기관총 1정이 운전사의 뒷쪽 위에 개방된 정면을 향해 탑재되었다. 두 번째 기관총은 대개 뒷편의 대공총좌에 장착되었다.
이러한 차량들은 기갑척탄병(기계화보병)이 전차와 함께 작전을 수행하고 필요한 경우 보병 지원을 제공하기 위함이었으나, 실제로는 각 부대에 배치된 수량이 크게 부족하여 많은 수의 기갑척탄병들이 트럭으로 수송되었다. 기갑교도사단 등과 같이 우선적으로 장비 보급을 받았던 소수의 사단만이 충분히 보급받아 장비를 완편할 수 있었다.
다양한 유형들이 특수한 목적으로 생산되었는데, 그중에는 대공포, 대전차 로켓이 장착된 것도 있었고, 판터 전차가 적외선 감지기로 목표를 찾을 수 있도록 적외선 서치라이트가 장착된 유형도 있었다.

## 파생형

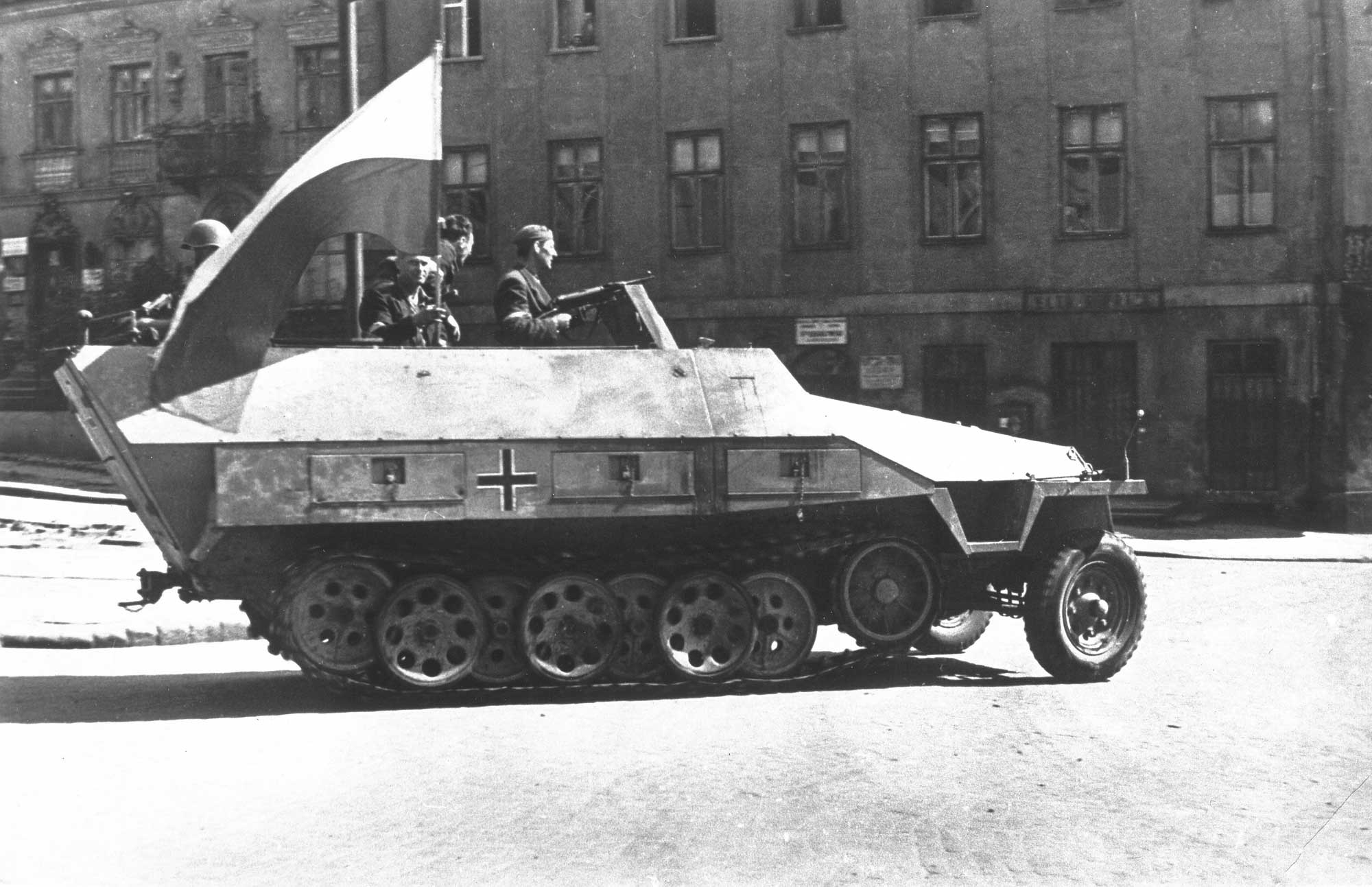
바르샤바 봉기 당시 폴란드 시민군이 노획한 SdKfz 251

Sd.Kfz 251에는 23가지의 공식 파생형이 존재하며, 이외에 잡다한 파생형이 존재했다. 각 파생형은 모델 번호에 첨가 숫자를 붙여 구분했으나, 번호상으로는 중복되는 경우도 있다.
- Sdkfz 251/1 - Schutzenpanzerwagen. 표준형 병력 수송 장갑차.
  - 251/1-I - 251/1과 똑같지만, 내부 통신장비를 갖췄다.
  - 251/1-II - 로켓 발사기형이다. 일명 "걸어다니는 슈튜카(급강하폭격기)"("Stuka zu Fuß") 또는 부르프라멘 40이라 불렸다. 이 차량은 280 mm 또는 320mm 부르크쾨퍼 로켓을 차체 측면에 6기를 장착했다.
  - SdKfz 251/1 - Falke SdKfz 251/20 우후와 함께 작전했으며, 적외선 감지 장치를 장착했다.

- Sdkfz 251/2 - Schutzenpanzerwagen (Granatwerfer). 81 mm 박격포 장착 차량

- Sdkfz 251/3 - Funkpanzerwagen. 통신용 차량으로 지휘용으로 사용하기 위해 여분의 무전기를 장비했다.
  - 251/3 I FuG8 및 FuG5 무전기 장착.
  - 251/3 II FuG8 및 FuG5 무전기 장착.
  - 251/3 III FuG7 및 FuG1 무전기 장착.
  - 251/3 IV FuG11 및 FuG12 무전기와 9 m 높이의 원거리 통신용 마스트를 장착한 지휘용 차량이다.
  - 251/3 V FuG11 무전기 장착.
- Sdkfz 251/4 - Schutzenpanzerwagen fur Munition und Zubehor des leIG18. 대포 견인용 차량. 주로 75mm 경보병포 18을 운반했으나, 나중에는 50mm Pak 38이나 75mm Pak 40 그리고 105 mm 경야포를 운반했다.

- Sdkfz 251/5 - Schutzenpanzerwagen fur Pionierzug. 돌격공병용 차량으로 도하용 주정이나 부교 등을 실어 날랐다. 공병소대 지휘용 차량이었다.

- Sdkfz 251/6 - Kommandopanzerwagen. 지휘형, 암호기인 에니그마를 설치한 지휘관용 차량.

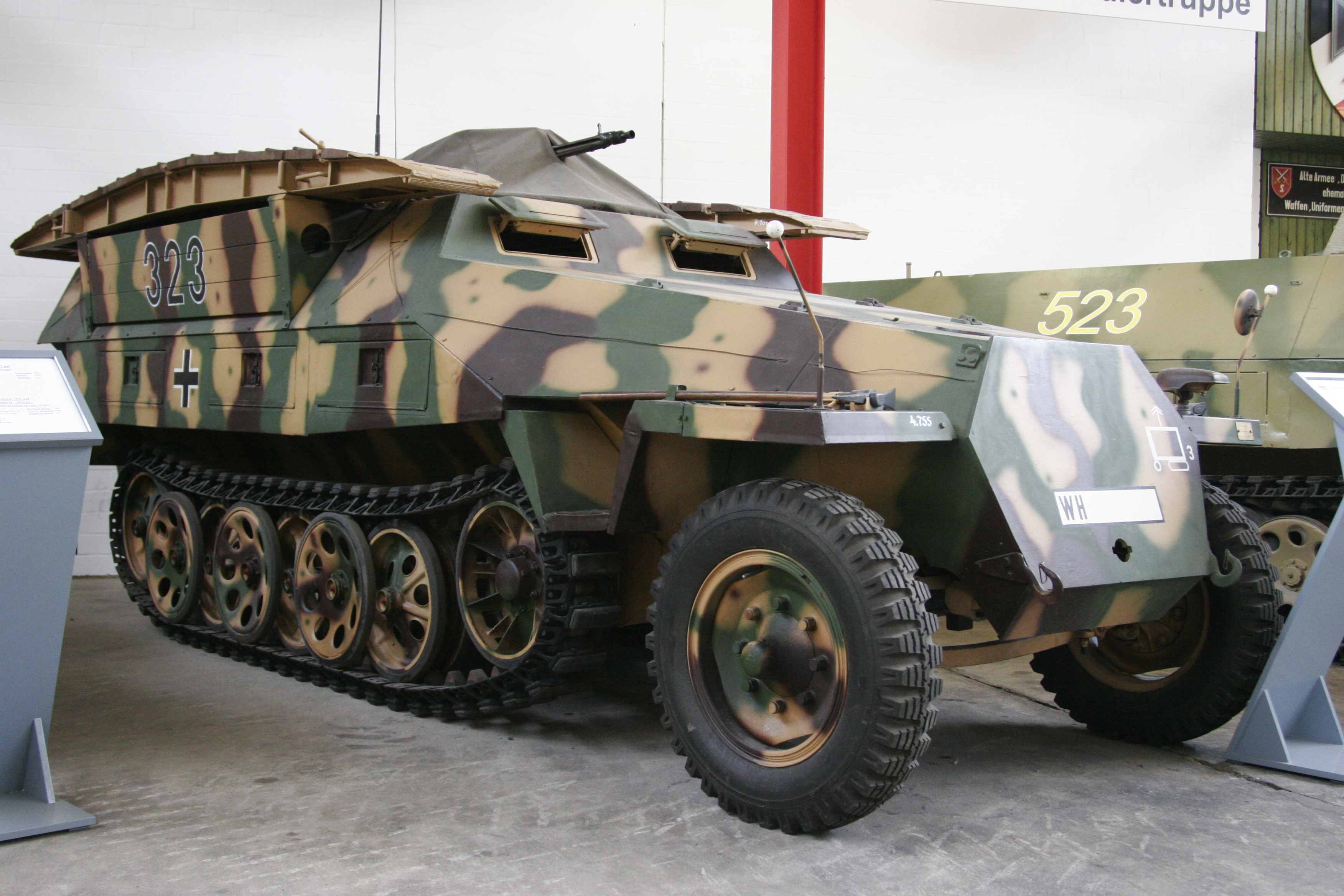
SdKfz251/7. 공병장갑차

- Sdkfz 251/7-I - Pionierpanzerwagen. 또 다른 돌격공병용 차량으로 도하용 부교 램프를 양쪽에 운반했다.
  - 251/7-II - 위와 같은 것이나 장착한 무전기가 달랐다.

- Sdkfz 251/8-I - Krankenpanzerwagen. 장갑 병원차.
  - 251/8-II - 위와 같은 것이지만, 장착한 무전기가 달랐다.

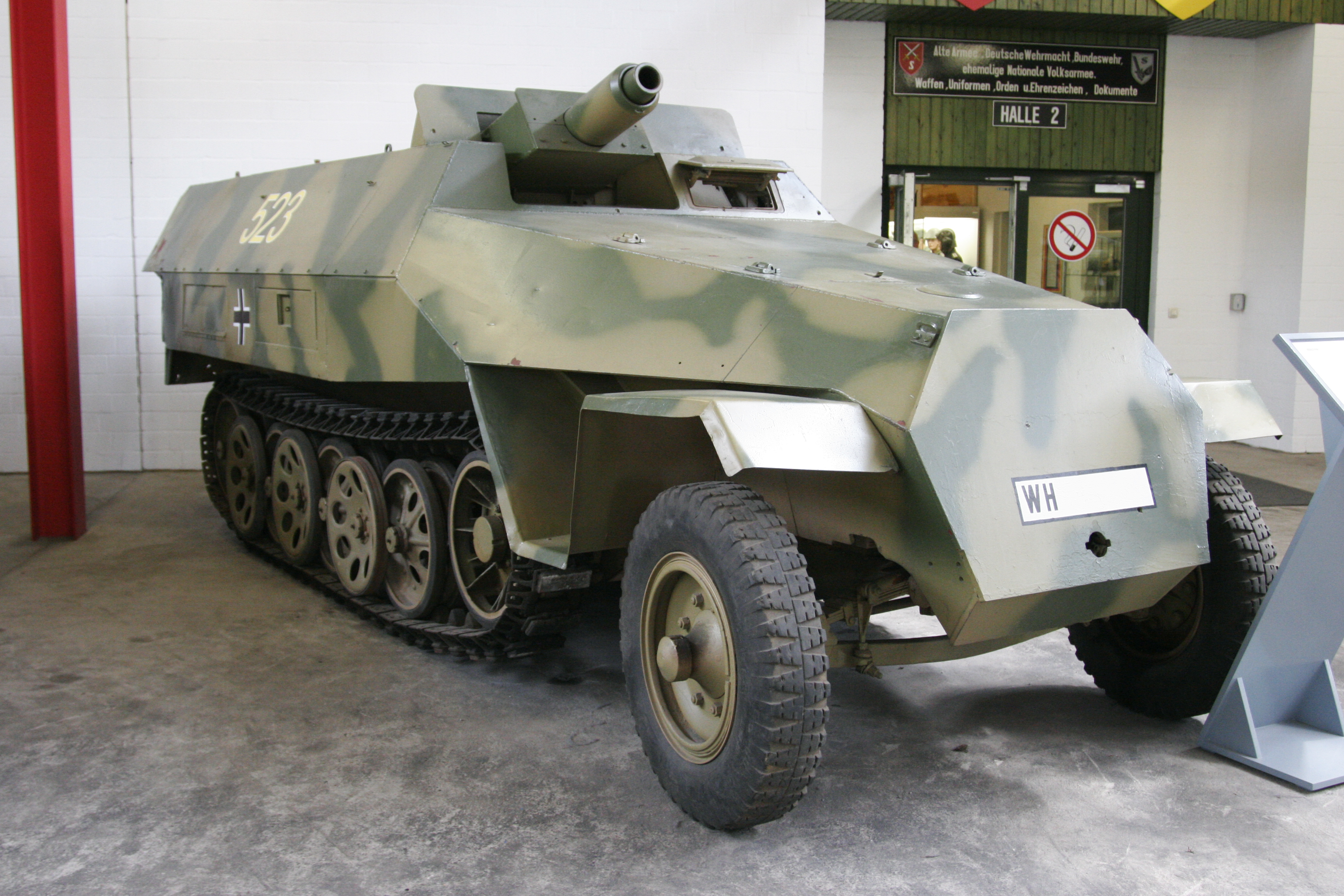
SdKfz251/9. 75mm KwK37 L/24 보병포(3호 돌격포 A형,4호전차 단포신 시리즈 주포)를 탑재한 형. 일명 "슈툼멜"

- Sdkfz 251/9 - Schutzenpanzerwagen (7.5cm KwK37). 75mm KwK37 L/24를 장비했다. 별명으로 "Stummel(그루터기)"이라 불렸다.

- Sdkfz 251/10 - Schutzenpanzerwagen (3.7cm PaK). 37mm 대전차포인 Pak 36을 장비했다. 소대 지휘관용 파생형이다.

- Sdkfz 251/11 - Fernsprechpanzerwagen. 전화선 가설 차량.

- Sdkfz 251/12 - Messtrupp und Geratpanzerwagen. 포병용 관측 차량.

- Sdkfz 251/13 - Schallaufnahmepanzerwagen. 포병대용 음향 녹음 차량.

- Sdkfz 251/14 - Schallaufnahmepanzerwagen. 포병대용 음향 녹음 차량.

- Sdkfz 251/15 - Lichtauswertepanzerwagen. 포병대용 섬광 관측 차량.

- Sdkfz 251/16 - Flammpanzerwagen. 기관총 두정과 함께 화염투사기 두정을 탑재하였으며 뒷쪽에 차량과 직접 연결된 화염방사기 한정이 탑재되어 있었다. 기갑척탄병 연대마다 6대가 배정받도록 되어있었다.

- Sdkfz 251/17 - Schutzenpanzerwagen (2cm FlaK38). 20 mm Flak 30이나 20mm Flak 38을 장착한 대공용 버전.

- Sdkfz 251/18-I - Beobachtungspanzerwagen. 포병 관측 차량.
  - 251/18-Ia - 차이점이 알려지지 않음.
  - 251/18-II - 장갑관측차량.
  - 251/18-IIa - 무전기가 달랐다.

- Sdkfz 251/19 - Fernsprechbetriebspanzerwagen. 전화 교환 차량.

- Sdkfz 251/20 - Schutzenpanzerwagen (Infrarotscheinwerfer) Uhu 야간 전투용 적외선 서치라이트 장착형

- Sdkfz 251/21 - Schutzenpanzerwagen mit Fla MG Drilling. 3연장 MG151 기관포 장착형. 초기형은 MG151/15 mm 기관포를 장착했고, 후기형에는 MG151/20mm 공군용 기관포를 장착했다.

- Sdkfz 251/22 - 7.5cm PaK40 L/46 auf Mittlerem Schutzenpanzerwagen. 75 mm PaK 40 대전차포 탑재형.

- Sdkfz 251/23 - 2cm Hangelafette 38 auf Mittlerem Schutzenpanzerwagen. 수색용 차량.양산은 되지 않았다.드물게 차체 후방에 Sdkfz 234/1이나 222와 동일한 포탑이 설치되었다.[출처 필요]

- OT-810 Ganomag - 체코슬로바키아에서 생산한 모델이다. 이 차량은 공랭식 디젤 엔진을 장비했으며 보병 탑승 공간에 장갑 지붕을 얹었다. 이 차량은 좋은 평가를 받지 못했으며, "히틀러의 복수"라는 별명이 붙었다. 생산은 타트라 사와 프라가 호스티발 사에서 이뤄졌다.

## 같이 보기
- 부르프라멘 40